# Saldanha (Mogadouro)
Saldanha é uma povoação portuguesa sede da Freguesia de Saldanha do Município de Mogadouro, freguesia com 25,72 km² de área e 133 habitantes 
(censo de 2021), tendo, por isso, uma densidade populacional de 5,2 hab./km².
Saldanha situa-se a cerca de 20 km da sede do município, numa região bastante montanhosa, estando situada no limite do Município de Mogadouro. É delimitada pelos Municípios de Vimioso e Miranda do Douro, sendo no extremo norte pelas freguesias de São Martinho do Peso, Brunhozinho, Castanheira e Sanhoane e Travanca.
Segundo Moran, um historiador espanhol, o nome Saldanha provem de “Saltus Dianae”, Bosque de Diana, e foi em Saldanha o Bosque sagrado, convertido em eremita da Virgem nos primeiros séculos do Cristianismo.[carece de fontes?]

## Demografia
A população registada nos censos foi:

## Aldeias
A freguesia é composta por três aldeias:
- Granja - 22 habitantes em 2011
- Gregos - 40 habitantes em 2011
- Saldanha - 103 habitantes em 2011[3]

## Senhores de Saldanha
1. Telo Fernandez de Saldanha (1150 -?),
2. Guterre Fernandes de Saldanha (1190 -?),
3. Fernando Rodrigues de Saldanha (1230 -?)